# Английският съсед
„Английският съсед“ е български 4-сериен телевизионен игрален филм (комедия) на БНТ, направен по едноименната книга на Михаил Вешим, с режисьор Дочо Боджаков и оператор Иван Варимезов. Снимките на филма започват през юли 2010 и завършват през пролетта на 2011 година. Филмът се снима основно в село Негушево. Премиерата на сериала е на 9 септември 2011 г. по БНТ.

## Продукция
За идеята си Михаил Вешим разказва: "Преди години бях до Камчия на море, случайно се заприказвахме с един местен човек, който ми разказа историята на един такъв англичанин: "Абе, тука в едно село е дошъл един англичанин, много е работен. Пита има ли тракторист, да му изоре двора, обаче трактористът пиян по цял ден, къде ще ти изоре. Англичанинът си купува трактор и почва сам да оре. Ако искаш някой да ти докара дърва, търсиш англичанина, ако ти затъне колата в кал, англичанинът ще дойде с трактора да ти я извади. Взима им пари на селяните, ама казва, „съобразно стандарта“. А нашите само седят в кръчмата и викат: „Тоя капиталист е дошъл да ни зароби тука“... Викам си, гледай каква работа! И почва да ми бръмчи тази идея, като трактора на англичанина." Първоначално ролята е определена за актьора Бен Крос, но поради множеството му ангажименти, той самият препоръчва Лесли Грантъм за изпълнението на главния герой. Грантъм определя ролята си като едно от най-големите предизвикателства в кариерата си. Българската актриса Ирен Кривошиева, която дълги години е играла в САЩ, е привлечена да изпълни ролята на съпругата на „английския съсед“. Книгата на Михаил Вешим става бестселър и е една от малкото български книги, получили международно признание.

## Сюжет
Внимание:  Текстът по-долу разкрива сюжета на произведението (или части от него)!
В китното българско селце Плодородно купува къща англичанинът Джон Стюард Джоунс, който се премества там с жена си. Типично по английски, Джон иска да се запознае с непознатото, но това, което е чувал за България и българите, съвсем не е това, което заварва в селото – всички в селото предпочитат да се занимават с всичко друго, но не и със селска работа и само се мъчат да си навредят едни на други. Българите го посрещат типично по български, идването на Джон предизвиква фурор, но и типично по български започват да се чудят на англичанина, неговото мислене и начин на живот, също типично по български го използват за свое лично благо при всяка възможност, а от друга страна го възприемат като женкар, иманяр, враг и шпионин. Джон отчаяно се мъчи да се впише в този странен за него свят, вследствие на което, като всеки чужденец, попада в много комични ситуации. Оттук нататък започва една странна скрита битка между двата свята, от която всичко и всички ще се променят. 

## Актьорски състав
- Лесли Грантъм – Джон Стюарт Джоунс (Английският съсед) – англичанин от Манчестър, работил в химическата индустрия преди да се пенсионира, който се премества с жена си в българското село Плодородно, твърдо решен да изучи българските порядки, да обработва земята си със собствения си трактор. Избира България, тъй като преди е бил на море тук и е завършил курс по български. Търси спокойствието и чистата природа. С пристигането си в селото предизвиква истински фурор, но остава учуден и разочарован от манталитета на българите, полага усилия да бъде приет и да се впише в обстановката, но трудно успява.
- Николай Урумов – Кмета – типичният селски кмет, но държащ много на европейското. След идването на Джон се страхува, че англичанинът иска да му вземе кметския пост. Запален е по източните философии, обича да медитира, като сам си измисля мантри.
- Ирен Кривошиева – Патриша Джоунс – жената на Джон, типичната англичанка, търпелива съпруга. По-затворена е към новото, за разлика от Джон, но с течение на времето приема новите порядки дори повече от съпруга си.
- Татяна Лолова – Баба Мара Николова – съседка на Джон и Патриша, майка на Николай (Нотингам Форест). Помага на чужденците, които я наричат баба Мери, да се интегрират, учи Джон да коси ливадата, Патриша – да прави лютеница и т.н.
- Румен Угрински – Николай Георгиев Николов (Нотингам Форест) – безделник, най-редовният посетител на селската кръчма „Лондон“, запален по английския футбол, или по-точно по „Еврофутбол“. Прекръства се на Нотингам Форест. Краде редовно пенсията на майка си Мара, за да прави тото залози. Изоставен е от жена си и детето си заради тоталното си нехайство и мързел. Използва Джон като „човек от кухнята на нещата“ за информация относно първенството, за да може да прави по-печеливши залози. Винаги съгласен с кмета.
- Слав Бойчев – Кинов (Скинаря) – патриот, мразещ чужденците, без самия да знае ясната причина защо.
- Биляна Петринска – Глория Христова Василева (Глория)– барманка, мечтаеща да стане певица, копнееща за мъжки ласки, държи селската кръчма „Лондон“, която често посещава цялото село, а по-късно и Джон намира единствената си утеха там.
- Кръстьо Лафазанов – Щърбан Георгиев Щърбанов – бивш агент на Държавна сигурност, полковник от запаса.
- Валентин Танев – Денчо – безработен учител по химия, бил е директор на затвореното вече училище. Прикрива и помага на Щърбанов в далаверите. Но също така е близък и с Кмета.
- Красимир Доков – Иван Атанасов Иванов (Ванчо) – селският пияница, от когото Джон и Патриша купуват къщата. Сприятелява се с тях.
- Станка Калчева – Маруся – бившата съпруга на Ванчо. Претендира за половината сума от продажбата на къщата.
- Далия-Никол Урумова – Медицинската сестра
- Китодар Тодоров – Доктора
- Иван Панев – полицай
- Валентин Гошев – полицай